# Masae Kasai
Masae Kasai (jap. 河西 昌枝, Kasai Masae; später Masae Nakamura; * 14. Juli 1933 in Minami-Alps, Yamanashi; † 3. Oktober 2013 in Tokio) war eine japanische Volleyballspielerin.

## Karriere
Kasai war Zuspielerin der japanischen Nationalmannschaft, die 1964 bei den Olympischen Spielen in Tokio die Goldmedaille gewann. Außerdem wurde sie 1960 Vizeweltmeisterin und 1962 Weltmeisterin. 2008 wurde sie in die „Volleyball Hall of Fame“ aufgenommen.